# Gymnoscopelus piabilis
Gymnoscopelus piabilis és una espècie de peix de la família dels mictòfids i de l'ordre dels mictofiformes.

## Morfologia
- Els mascles poden assolir 14,6 cm de longitud total.[1][2]

## Depredadors
És depredat per Lepidorhynchus denticulatus (Nova Zelanda), Macruronus novaezelandiae (Nova Zelanda), Dissostichus eleginoides, Pterodroma incerta, Arctocephalus gazella (Illes del Príncep Eduard), Arctocephalus tropicalis (Illes del Príncep Eduard) i Aptenodytes patagonicus (Illes Crozet).

## Hàbitat
És un peix marí i d'aigües temperades.

## Distribució geogràfica
Es troba a l'oceà Antàrtic i aigües properes.